# Ихалайнен, Лаури
Ла́ури А́рмас И́халайнен (фин. Lauri Armas Ihalainen; 14 мая 1947, Пихтипудас, Финляндия) — финский политик, член Парламента от Социал-демократической партии Финляндии; с 22 июня 2011 года — Министр труда Финляндии в Кабинете Катайнена и в кабинете Стубба с 24 июня 2014 года по 29 мая 2015 года.

## Биография
Родился 14 мая 1947 года в общине Пихтипудасе в Финляндии.
22 июня 2011 года назначен министром труда Финляндии в кабинете правительства Катайнена, а в 2014 году продолжил исполнение своих обязанностей в кабинете Стубба.